# Idaea osthelderi
Idaea osthelderi är en fjärilsart som beskrevs av Eugen Wehrli 1932. Idaea osthelderi ingår i släktet Idaea och familjen mätare. Inga underarter finns listade i Catalogue of Life.